# St. Bartholomäus (Rockeskyll)

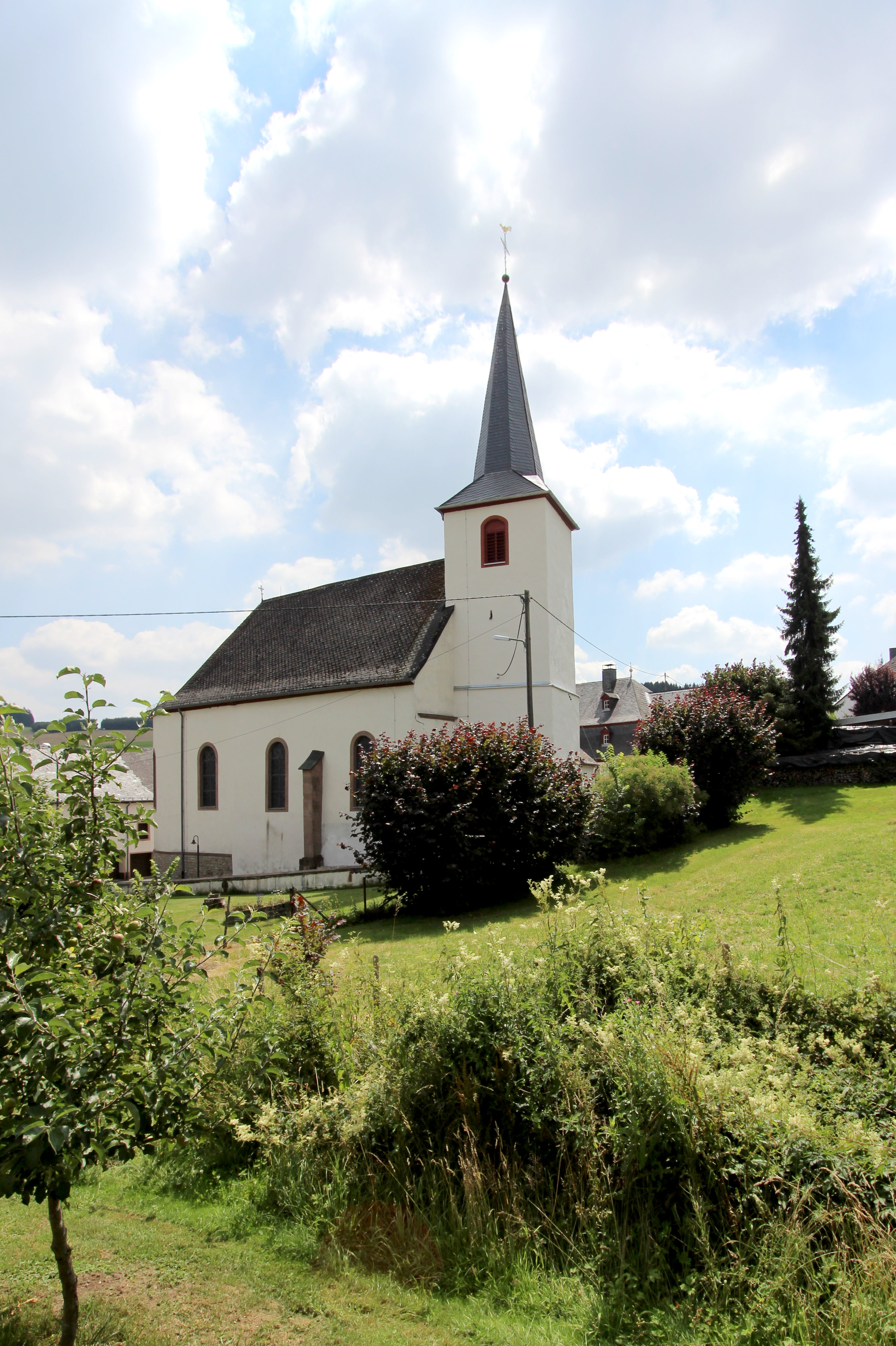
Katholische Pfarrkirche St. Bartholomäus

Die Kirche St. Bartholomäus ist die römisch-katholische Pfarrkirche von Rockeskyll im Landkreis Vulkaneifel in Rheinland-Pfalz. Sie gehört zur Pfarreiengemeinschaft Gerolsteiner Land im Bistum Trier.

## Geschichte
Die Kirche ist ein spätgotischer Bau von 1511, der 1840 erweitert wurde. Das Schiff ist ein Einstützenraum mit Empore. Kirchenpatron ist der Apostel Bartholomäus.

## Ausstattung
Der Hochaltar ist ein Säulenaltar von 1735 mit einer Figur des Kirchenpatrons, der mit seinem gewöhnlichen Attribut, dem Schindermesser, dargestellt ist. Bemerkenswert sind Kanzel und Beichtstuhl im Rokokostil. Die Kirche ist auf der Empore mit einer Orgel ausgestattet.

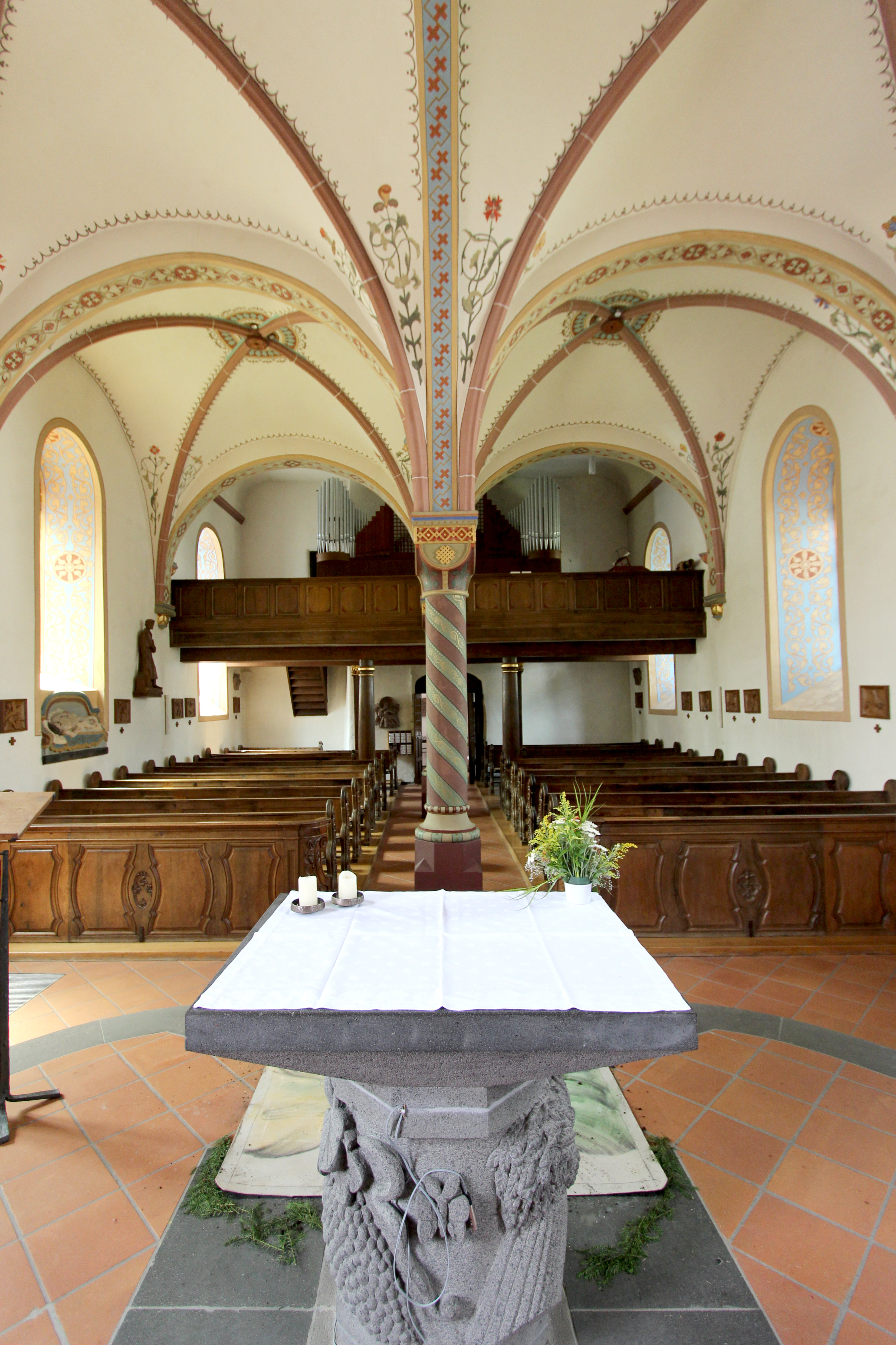
Innenansicht
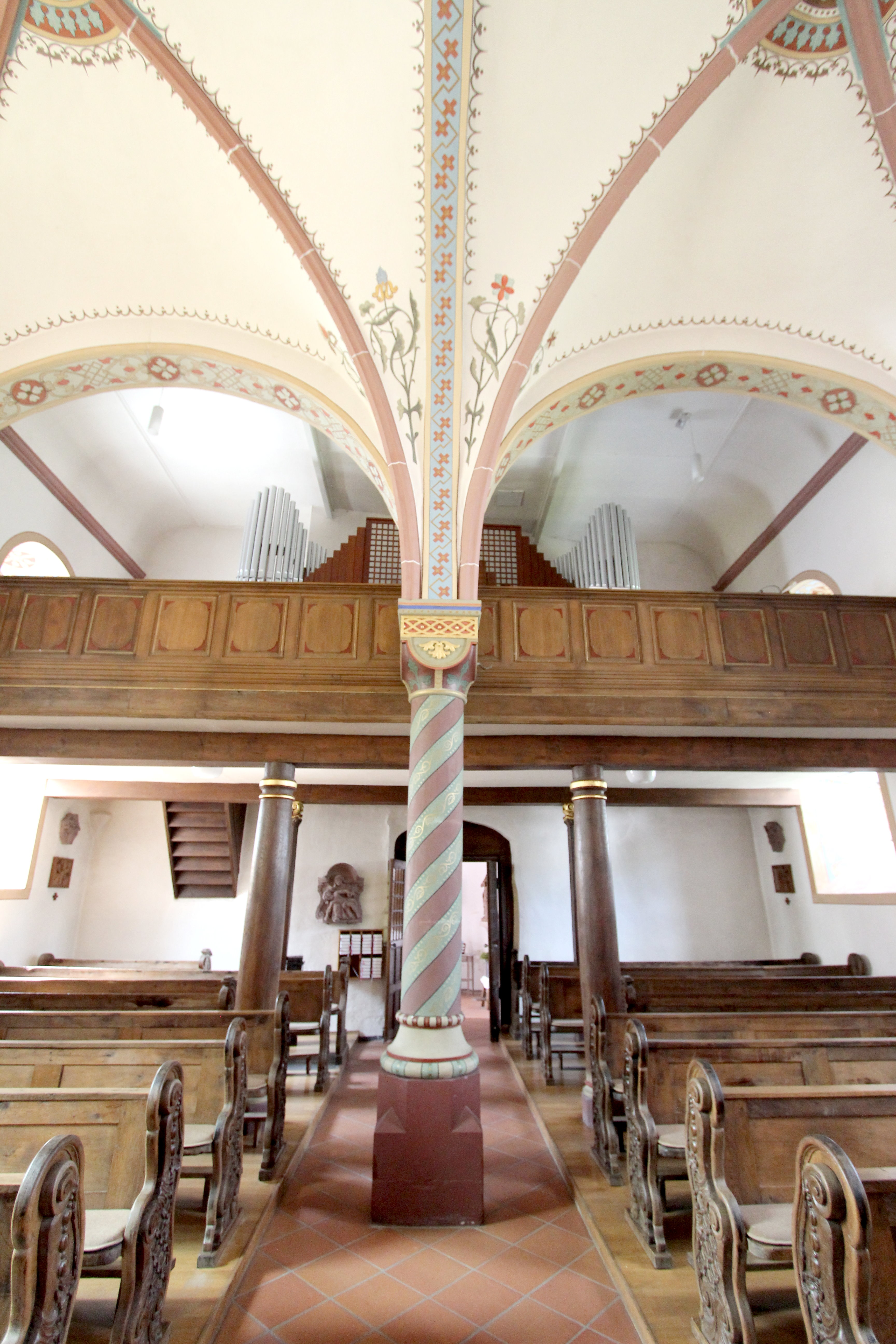
Empore mit Orgel
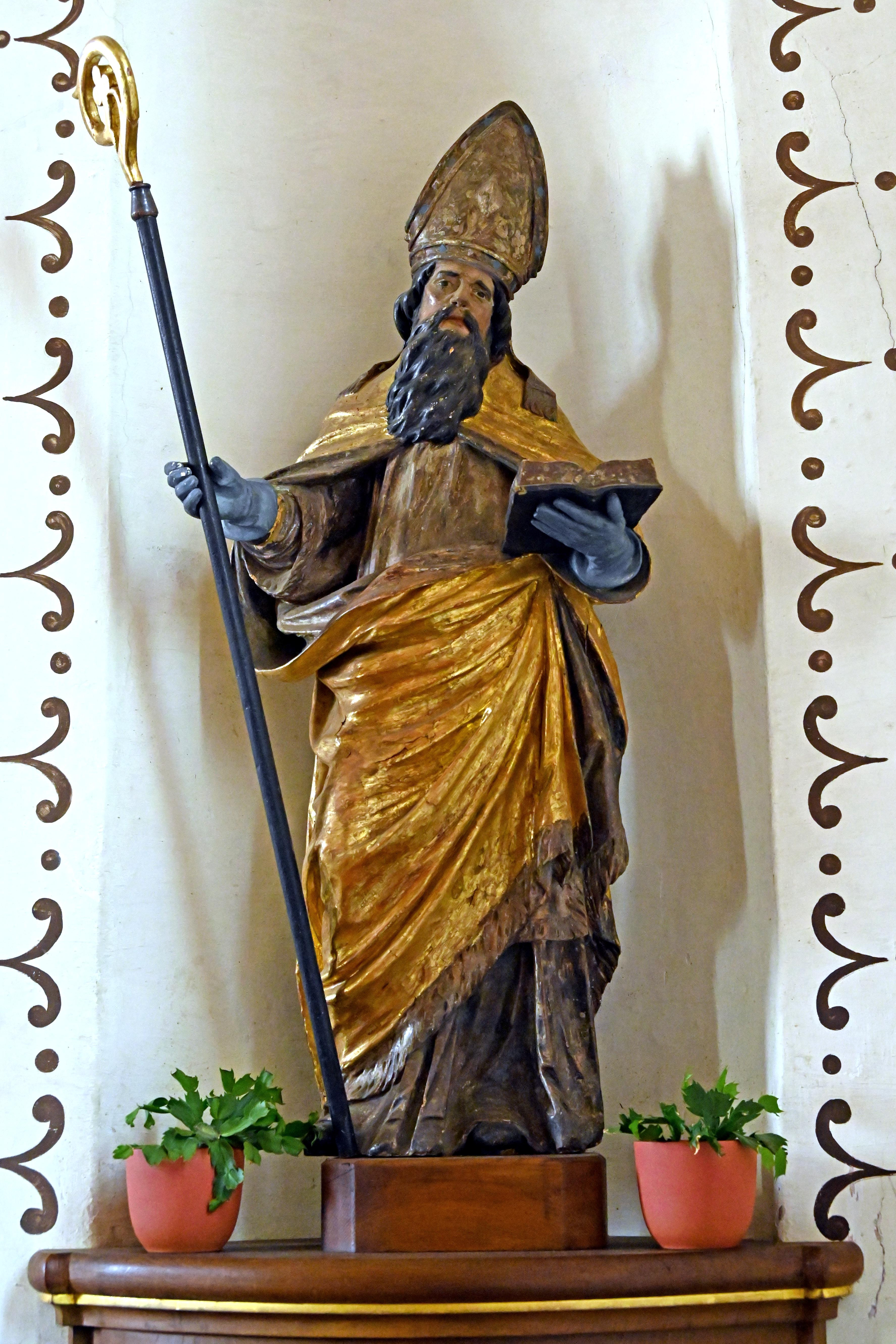
Figur der Innenausstattung
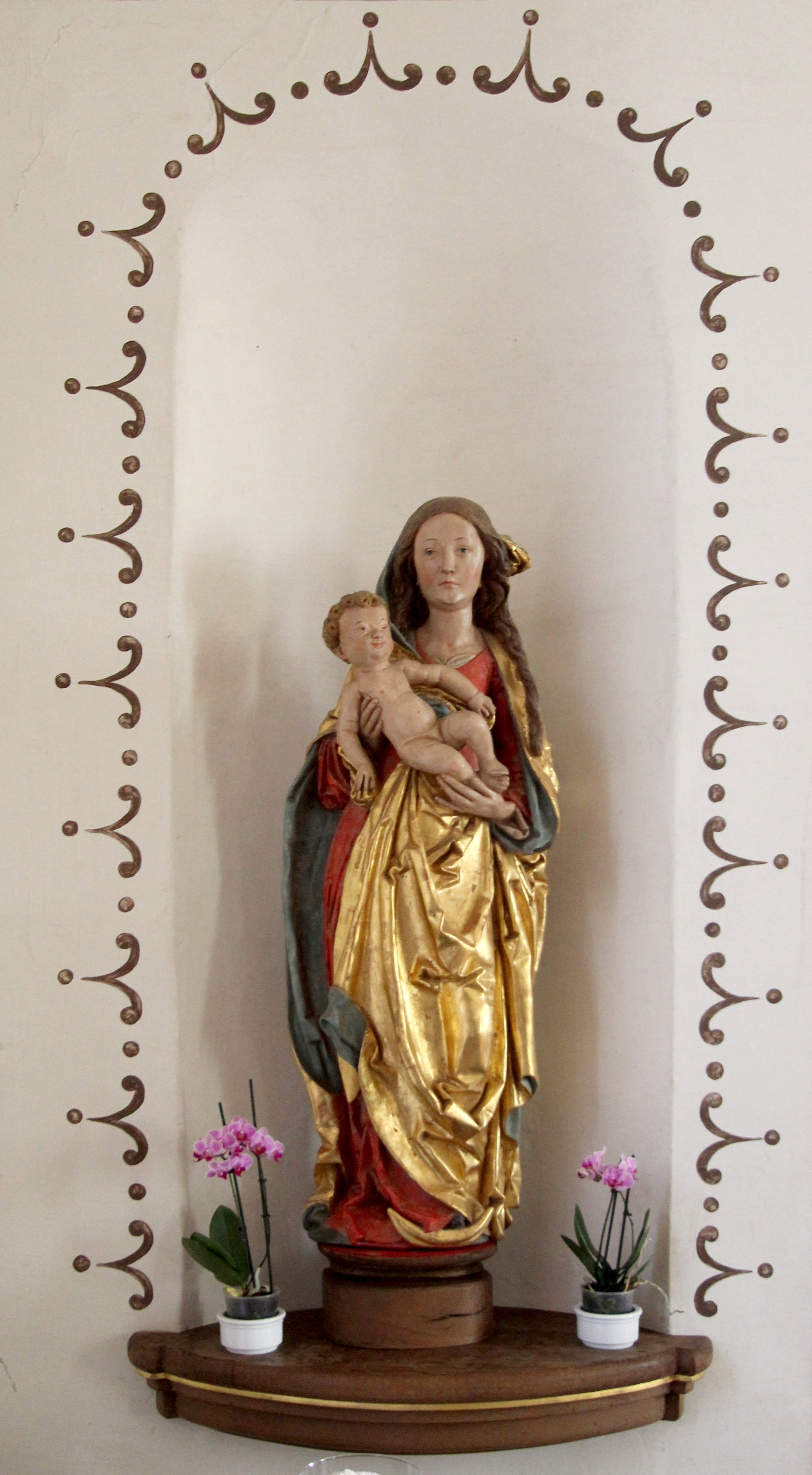
Figur der Innenausstattung
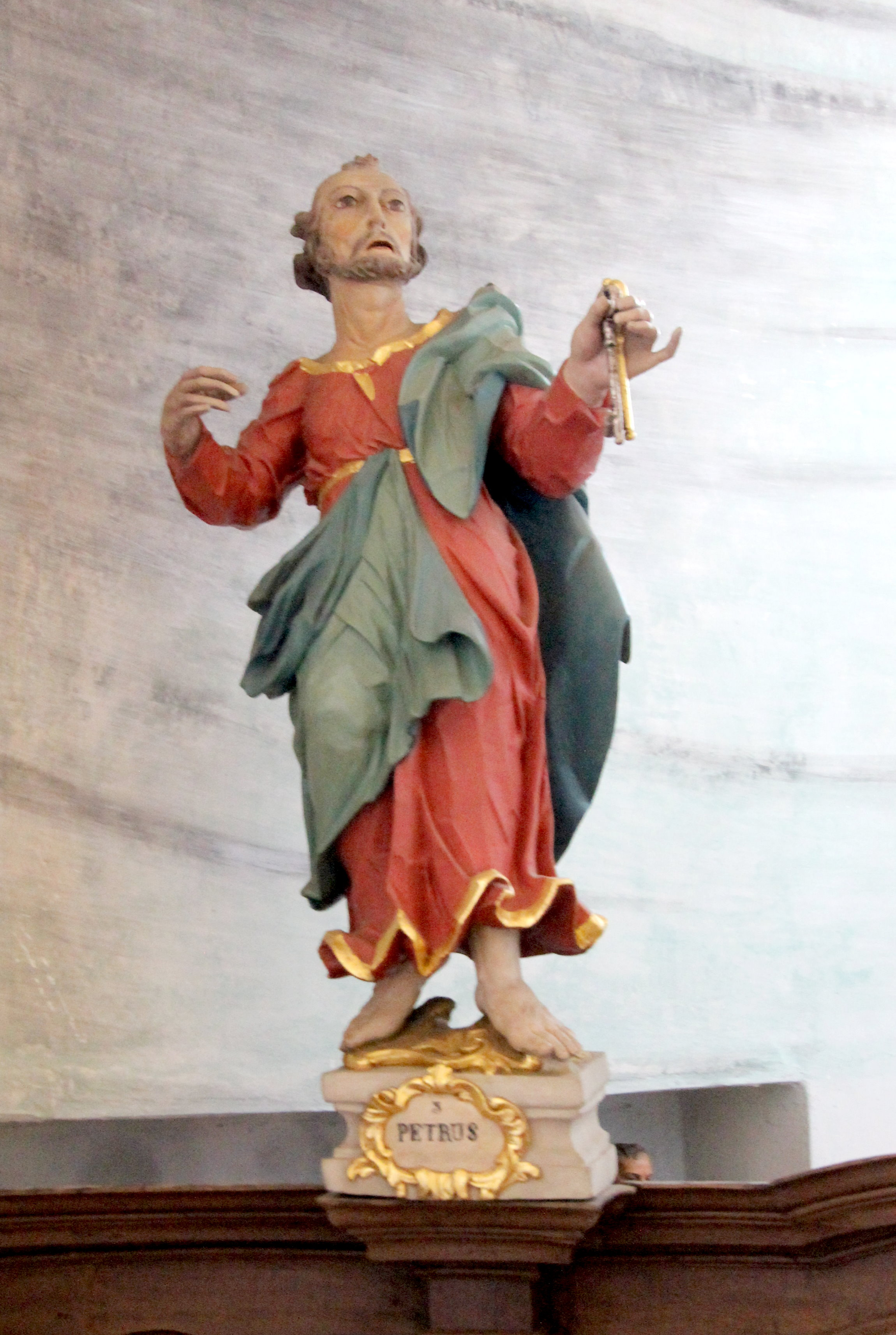
Figur der Innenausstattung